# Eosinopteryx
Eosinopteryx is een geslacht van theropode dinosauriërs, behorend tot de groep van de Maniraptora, dat tijdens het late Jura leefde in het gebied van het huidige China. De enige benoemde soort is Eosinopteryx brevipenna.

## Vondst en naamgeving
Het Yizhou Fossil & Geology Park verwierf een klein skelet van een dinosauriër van een illegale fossielenhandelaar. Die gaf als vondstlocatie Yaolugou in de prefectuur Jianchang, niet ver van Daxishan. Het fossiel was maar gedeeltelijk geprepareerd en de preparatie werd voltooid door het Yizhou Fossil & Geology Park en uiteindelijk door een Belgisch team.
De soort is in 2012 benoemd en beschreven door Pascal Godefroit, Helena Demuynck, Gareth Dyke, Hu Dongyu, François Escuillié en Philippe Claeys. De geslachtsnaam is afgeleid van het Oudgriekse ἠώς, èoos, "dageraad" en πτέρυξ, pteryx, "vleugel" en het Latijnse Sinae, "Chinezen", een verwijzing naar de hoge ouderdom, het bezit van vleugels en de herkomst uit China. De soortaanduiding is een combinatie van het Latijnse brevis, "kort", en penna, "slagpen", een verwijzing naar de relatief korte slagpennen op de achterpoten.
Het holotype, YFGP-T5197, is in de provincie Liaoning gevonden in een laag van de Tiaojishanformatie die vermoedelijk dateert uit het Oxfordien, ongeveer 160 miljoen jaar oud. Het bestaat uit een vrijwel volledig en in verband liggend skelet, samengedrukt op een plaat. De belangrijkste verbreking van het verband is dat de schedel heeft losgelaten van de nek. Uitgebreide resten van het verenkleed zijn bewaard gebleven. Ook de hoornschachten van de klauwen zijn bewaard. Het gaat volgens de beschrijvers gezien de mate van verbening om een jongvolwassen individu; latere onderzoekers concludeerden dat het om een jong dier gaat.

## Beschrijving

### Grootte en onderscheidende kenmerken
Eosinopteryx is een erg klein dier, met een lengte van minder dan een halve meter. Het skelet heeft een bewaarde lengte van 300,9 millimeter. De staart maakt met 131,5 millimeter minder dan de helft van de lichaamslengte uit en is daarmee relatief kort.
De beschrijvers wisten enkele onderscheidende kenmerken vast te stellen. Daarbij werd ervan uitgegaan dat het een troödontide betrof. De snuit is kort met een lengte die gelijk is aan ongeveer 82% van de doorsnede van de oogkas. Het traanbeen heeft bovenaan een zeer korte voorste tak maar een lange achterste tak die de helft van de bovenrand van de oogkas uitmaakt. De staart is kort met twintig staartwervels en een lengte die gelijk is aan 270% van die van het dijbeen. Alleen de voorste acht of negen staartwervels hebben chevrons, welke gereduceerd zijn tot korte stompjes. Het darmbeen heeft een lang, laag en taps toelopend achterblad, vijfmaal zo lang als hoog. De voetklauwen zijn korter dan de voorlaatste teenkootjes. Er zijn geen staartveren of veren aan het onderbeen, in tegenstelling tot alle andere troödontiden waarvan het verenkleed bekend is.

### Skelet

#### Schedel en onderkaken
De schedel heeft een juveniele vorm met grote oogkassen en een korte snuit. Het voorste snuitbot, de praemaxilla, is opvallend kort met zowel een verkorte voorste tak als achterste tak. Het traanbeen heeft een L-vorm, waarbij in dit geval de achterste tak verreweg het langst is. Deze tak is langwerpig en recht en vormt de voorste helft van de bovenrand van de oogkas. De opgaande tak van het jukbeen richting postorbitale is nog relatief breed, breder dan bij Anchiornis. Het driestralige postorbitale is groter dan bij Archaeopteryx en duidelijk met het jukbeen verbonden. Als Eosinopteryx een troödontide is, vormt dit een contra-indicatie van de hypothese dat bij sommige troödontiden de oogkas achteraan met het onderste slaapvenster zou vervloeien, als bij afgeleide vogels.
In de onderkaak is geen zijvenster waarneembaar. Het dentarium heeft een buitenste horizontale groeve voor de aderkanalen die zich naar achteren verwijdt. De tandjes van Eosinopteryx zijn nog relatief groot, dolkvormig met scherpe punten en vermoedelijk afgeplat. Ze hebben geen kartelingen. De tanden staan voor in de onderkaak en de snuit dicht opeengepakt, een typisch troödontide kenmerk.

#### Postcrania
Er zijn negen halswervels. De nekribben zijn relatief lang, even lang als hun wervellichamen. De romp heeft 32% van de lengte van de achterpoot, een waarde die ook bekend is van Mei en Anchiornis. De ruggenwervels zijn langwerpig, een basaal paravisch kenmerk, en hebben geen echte doorboorde pleurocoelen, slechts ondiepe uithollingen op de zijkanten. De ribben zijn zeer dun, zoals past bij de geringe absolute grootte van het dier. De staart is opvallend kort met slechts 2,7 maal de lengte van het op zich al niet al te lange dijbeen en niet meer dan twintig staartwervels, een aantal dat verder alleen bij meer afgeleide vogels voorkomt. Anchiornis heeft er zo'n dertig. Doordat het uiteinde van de staart erg dun is, bestaat echter de mogelijkheid dat dit ten onrechte voor de laatste wervel is aangezien en de echte staartpunt ontbreekt, zoals bij zoveel fossielen. De voorste staartwervels zijn kort, met zijuitsteeksels die opvallend smal zijn en langer dan de wervellichamen. Na de vierde wervel ontbreken de doornuitsteeksels. De chevrons zijn dunne staafvormige elementjes, veel sterker gereduceerd dan bij enig andere bekende troödontide, die na de negende wervel verdwenen zijn.
In de schoudergordel is het ravenbeksbeen rechthoekig met een vrij brede bovenkant en een duidelijke groeve onder het schoudergewricht. Het schouderblad is maar licht gebogen en opvallend kort met slechts 49% van de lengte van het dijbeen. Er is een vorkbeen aanwezig.
De arm is matig lang met 73% van de lengte van de achterpoot en matig robuust. Het opperarmbeen is stevig gebouwd met een vrij kleine, hooggelegen, deltopectorale kam. De lengte ervan is maar 80% van het dijbeen. De onderarm is recht, zonder veel ruimte tussen ellepijp en spaakbeen, die beide ongeveer even dik zijn. De hand is matig lang, 20% langer dan het dijbeen. Het eerste middenhandsbeen — het "tweede" in de terminologie van het artikel dat de minderheidspositie volgt dat de vingers van Maniraptora de tweede, derde en vierde digitus vertegenwoordigen in plaats van de eerste, tweede en derde — heeft een derde van de lengte van het tweede middenhandsbeen. Het derde middenhandsbeen is korter en veel slanker dan het tweede. De vingers zijn relatief korter dan bij Xiaotingia. Het eerste kootje van de eerste vinger is zo robuust als het spaakbeen. Het tweede kootje van de tweede vinger is, anders dan bij Xiaotingia, korter dan het tweede middenhandsbeen. In het fossiel lijken de handklauwen erg lang en krom maar dat komt doordat de hoornschachten bewaard zijn gebleven en iets van de beenkernen geschoven; vergelijkt men met die laatste alleen dan zijn de klauwen tamelijk recht.
In het bekken is het darmbeen kort met een bol bovenprofiel. Het achterblad is langwerpig en laag, vijfmaal zo lang als hoog, en taps toelopend naar beneden gebogen. Het schaambeen is licht naar achteren gericht. Het zitbeen is opvallend kort met 28% van de lengte van het dijbeen. Het lijkt sterk op dat van Anchiornis met op de voorrand een hoog geplaatste processus obturatorius en een lange naar achteren stekende punt aan het uiteinde.
Het dijbeen is vrij kort en licht naar voren bollend. Het onderbeen is vergroeid tot een tibiotarsus. Hoewel deze 40% langer is dan het dijbeen, toont het onderbeen niet de extreme rekking van Anchiornis waar dit 60% bedraagt. Ook de voet is relatief korter: 30% langer dan het dijbeen tegenover 56% bij Anchiornis. De bovenkant van het derde middenvoetsbeen is iets toegeknepen, de "subarctometatarsale" toestand. De eerste digitus ligt op de achterste binnenrand van het tweede middenvoetsbeen, net als bij Archaeopteryx, en niet midden op het binnenvlak als bij Anchiornis. Ook een vogelachtig kenmerk — althans wat bodembewonende vogels betreft — is dat de teenkootjes geleidelijk naar beneden toe in grootte afnemen. De voetklauwen zijn opvallend kort, met een relatieve lengte die verder alleen bij meer afgeleide vogels voorkomt en korter dan de voorlaatste teenkootjes, en vrij recht.

### Verenkleed
Het grootste deel van het lichaam lijkt bedekt te zijn door korte haarachtige filamenten, pluimen zonder schacht. Twee centimeter lange pluimen bedekken de volle lengte van de staart. Er is dus geen staartwaaier; evenmin zijn penveren aanwezig op de zijden van de staart. Op de dijen, kuiten en handen zijn echter lange symmetrische penveren aanwezig; die van de voorpoten zijn daarbij duidelijk langer dan die van de achterpoten. De middenvoet en tenen lijken penveren te missen. De penveren die het duidelijkst waarneembaar zijn, die van de onderarm, hebben een lengte gelijk aan anderhalfmaal die van het opperarmbeen. Dat zou betekenen dat vrij forse vleugels aanwezig zijn. Slechter waarneembare resten van de handpennen wijzen op een lengte van tweemaal die van de bovenarm.

## Fylogenie
Eosinopteryx is door de beschrijvers na een exacte cladistische analyse binnen de ruimere Paraves in de Troodontidae geplaatst, in een basale positie, als zustersoort van de in dezelfde formatie gevonden Anchiornis. Hun aftakking zou zich boven Xiaotingia in de stamboom bevinden, maar onder Jinfengopteryx.
Latere analyses toonden soms een positie basaal in de Avialae of basaal in de Paraves. Hierbij moet bedacht worden dat van de oorspronkelijke beschrijving een cladistische analyse deel uitmaakte waarin Archaeopteryx in de Deinonychosauria viel en dus volgens de traditionele definities alle Troodontidae en Dromaeosauridae vogels waren. In dat geval zou Eosinopteryx hoe dan ook een vogel zijn, of hij nu deel uitmaakte van de troödontiden of van de meer afgeleide vogels, de avialen die dan de minder omvattende groep zijn

## Levenswijze
De korte veren en korte klauwen, die duidelijk afwijken van de lange slagpennen en gekromde voetklauwen bij verwanten, werden door de beschrijvers gezien als een aanpassing aan een rennende en bodembewonende levenswijze.